# Super Smash Bros. Ultimate
Super Smash Bros. Ultimate (大乱闘スマッシュブラザーズ SPECIAL?, Dairantō Sumasshu Burazāzu Supesharu) è un videogioco sviluppato da Bandai Namco Games e Sora Ltd, in collaborazione con Nintendo, HAL Laboratory, The Pokémon Company, Capcom, Square Enix, Platinum Games, SEGA, Sonic Team, Atlus, Konami, Microsoft (Rare), SNK, Mojang, Disney e distribuito per Nintendo Switch, quinto capitolo della serie Super Smash Bros. Successore di Super Smash Bros. per Nintendo 3DS e Wii U, è stato inizialmente annunciato durante il Nintendo Direct dell'8 marzo 2018, per poi essere stato presentato nel dettaglio durante il Nintendo Direct dell'E3 di giugno, e infine pubblicato il 7 dicembre 2018.
Con 36,24 milioni di copie vendute, è il terzo videogioco più venduto per Nintendo Switch, dietro ad Animal Crossing: New Horizons e Mario Kart 8 Deluxe.

## Personaggi
Il gioco base comprende 76 combattenti giocabili. Quando si accende il gioco per la prima volta gli unici personaggi giocabili a cui si è presentati sono quelli del roster iniziale di Super Smash Bros. (1999), che sono Mario, Donkey Kong, Link, Samus, Yoshi, Kirby, Fox McCloud e Pikachu. Man mano che si sbloccano gli altri personaggi essi verranno divisi in base alla loro prima apparizione nella serie Super Smash Bros. Sono presenti anche i "Personaggi Eco", ovvero personaggi a sé stanti che però sono basati su altri personaggi del roster e aventi poche se non nessuna alterazione nel moveset del personaggio di base (per esempio Lucina o Pit Oscuro). Essi possono essere visualizzabili, nello schermo di selezione dei personaggi, in due slot separati anziché negli slot dello stesso personaggio di base.
Alcuni personaggi, invece, sono solamente veri e propri costumi alternativi per personaggi già esistenti e, nonostante abbiano anche clip audio inedite e differenti presentazioni, sono dotati dello stesso moveset del personaggio di base. Tra questi sono i Bowserotti, diventati dei costumi di Bowser Jr., Alph, diventato un costume di Olimar, e i vari Inkling. Come costume a pagamento per il Fuciliere Mii, è presente anche Sans del videogioco cult Undertale. È stato inoltre presentato in un evento l'arrivo di Cuphead dall'omonimo gioco come costume speciale per il Guerriero Mii.
Nel Super Smash Bros. Direct del 1 novembre 2018 vennero anche annunciati 5 pacchetti DLC, ciascuno comprendente un personaggio, uno scenario e svariate tracce musicali ed è possibile comprarli tutti e cinque utilizzando il Fighters Pass. Il 16 gennaio 2020 venne poi annunciato lo sviluppo di altri 6 pacchetti DLC (contenenti sempre un personaggio, uno scenario e svariate tracce musicali), che sarebbero stati rilasciati entro la fine del 2021, acquistabili tutti con il Fighters Pass Vol. 2.

## Scenari
Gli scenari sono 115 in totale (111 escludendo gli scenari originali di Super Smash Bros. Ultimate Le rovine, Le rovine XS, Le rovine XL e Destinazione finale). Tutti gli scenari sono ordinati allo stesso modo dei personaggi (in ordine di apparizione nella serie), sono tutti disponibili per incontri ad otto giocatori e possono presentarsi nella forma base, nella forma Le rovine e nella forma Omega. Inoltre, grazie all'editor scenari si possono creare scenari personalizzati. Gli scenari presenti sono i seguenti:

### Scenari Normali
| Universo             | Scenari                                                                     | Origine                                                                |
| -------------------- | --------------------------------------------------------------------------- | ---------------------------------------------------------------------- |
| Super Smash Bros.    | Le rovine Le rovine XS Le rovine XL Destinazione finale                     | Super Smash Bros. Ultimate                                             |
| Super Mario Bros.    | Il castello di Peach Castello della Principessa Peach Il Cammino Arcobaleno | Super Mario 64                                                         |
| Super Mario Bros.    | Regno dei Funghi Il Regno Fungoso                                           | Super Mario Bros.                                                      |
| Super Mario Bros.    | Regno dei Funghi II                                                         | Super Mario Bros. 2                                                    |
| Super Mario Bros.    | Delfinia                                                                    | Super Mario Sunshine                                                   |
| Super Mario Bros.    | Ottotornante                                                                | Mario Kart DS                                                          |
| Super Mario Bros.    | Il palazzo di Luigi                                                         | Luigi's Mansion                                                        |
| Super Mario Bros.    | Mario Bros.                                                                 | Mario Bros.                                                            |
| Super Mario Bros.    | 3D Land                                                                     | Super Mario 3D Land                                                    |
| Super Mario Bros.    | Pascoli dorati                                                              | New Super Mario Bros. 2                                                |
| Super Mario Bros.    | Paper Mario                                                                 | Paper Mario: Sticker Star                                              |
| Super Mario Bros.    | Regno dei Funghi U                                                          | New Super Mario Bros. U                                                |
| Super Mario Bros.    | Mario Galaxy                                                                | Super Mario Galaxy Super Mario Galaxy 2                                |
| Super Mario Bros.    | Il Circuito di Mario                                                        | Mario Kart 8                                                           |
| Super Mario Bros.    | Super Mario Maker                                                           | Super Mario Maker                                                      |
| Super Mario Bros.    | Municipio di New Donk City                                                  | Super Mario Odyssey                                                    |
| Donkey Kong          | 75 m                                                                        | Donkey Kong                                                            |
| Donkey Kong          | Giungla Kongo Cascate Kongo La capanna nella giungla                        | Donkey Kong Country                                                    |
| The Legend of Zelda  | Castello di Hyrule Valle Gerudo                                             | The Legend of Zelda: Ocarina of Time                                   |
| The Legend of Zelda  | Grande Baia                                                                 | The Legend of Zelda: Majora's Mask                                     |
| The Legend of Zelda  | Il tempio                                                                   | Zelda II: The Adventure of Link                                        |
| The Legend of Zelda  | Il ponte di Oldin                                                           | The Legend of Zelda: Twilight Princess                                 |
| The Legend of Zelda  | La nave dei pirati                                                          | The Legend of Zelda: The Wind Waker                                    |
| The Legend of Zelda  | Treno degli Spiriti                                                         | The Legend of Zelda: Spirit Tracks                                     |
| The Legend of Zelda  | Oltrenuvola                                                                 | The Legend of Zelda: Skyward Sword                                     |
| The Legend of Zelda  | Torre delle origini                                                         | The Legend of Zelda: Breath of the Wild                                |
| Metroid              | Brinstar Le profondità di Brinstar Norfair                                  | Metroid                                                                |
| Metroid              | La Fregata Orpheon                                                          | Metroid Prime                                                          |
| Yoshi's Island       | Grande Albero della Felicità Yoshi's Story                                  | Yoshi's Story                                                          |
| Yoshi's Island       | L'Isola Yoshi (Melee)                                                       | Super Mario World                                                      |
| Yoshi's Island       | L'Isola Yoshi                                                               | Super Mario World 2: Yoshi's Island                                    |
| Kirby                | Dream Land La verde aiuola Dream Land GB                                    | Kirby's Dream Land                                                     |
| Kirby                | Fontana dei sogni                                                           | Kirby's Adventure                                                      |
| Kirby                | La Halberd La Grande Offensiva Speleologica                                 | Kirby's Fun Pak                                                        |
| Star Fox             | Corneria Venom                                                              | Star Fox 64                                                            |
| Star Fox             | Il Sistema Lylat                                                            | Star Fox: Assault                                                      |
| Pokémon              | Zafferanopoli                                                               | Pokémon Rosso e Blu                                                    |
| Pokémon              | Lo Stadio Pokémon Lo Stadio Pokémon 2                                       | Pokémon Stadium                                                        |
| Pokémon              | Vetta Lancia                                                                | Pokémon Diamante e Perla                                               |
| Pokémon              | Lega Pokémon di Unima                                                       | Pokémon Nero e Bianco                                                  |
| Pokémon              | Torre Prisma Lega Pokémon di Kalos                                          | Pokémon X e Y                                                          |
| F-Zero               | Big Blue Port Town Mute City SNES                                           | F-Zero                                                                 |
| EarthBound           | Onett Fourside Magicant                                                     | EarthBound (Mother 2)                                                  |
| EarthBound           | New Pork City                                                               | Mother 3                                                               |
| Ice Climbers         | La cima                                                                     | Ice Climber                                                            |
| Fire Emblem          | Il castello assediato                                                       | Fire Emblem                                                            |
| Fire Emblem          | Arena Ferox Arena                                                           | Fire Emblem: Awakening                                                 |
| Game & Watch         | La zona bidimensionale X                                                    | Game & Watch                                                           |
| Kid Icarus           | Il Regno celeste                                                            | Kid Icarus                                                             |
| Kid Icarus           | Foresta Zero Tempio di Palutena                                             | Kid Icarus: Uprising                                                   |
| WarioWare            | WarioWare, Inc.                                                             | WarioWare, Inc: Minigame Mania WarioWare: Twisted! WarioWare: Touched! |
| WarioWare            | Gamer                                                                       | Game & Wario                                                           |
| Pikmin               | Il pianeta remoto                                                           | Pikmin Pikmin 2                                                        |
| Pikmin               | Serra speranza                                                              | Pikmin 3                                                               |
| Animal Crossing      | Smash Village                                                               | Animal Crossing: Wild World                                            |
| Animal Crossing      | Isola di Tortimer                                                           | Animal Crossing: New Leaf                                              |
| Animal Crossing      | Campagna e città                                                            | Animal Crossing: Let's Go to the City                                  |
| Punch-Out            | Il Ring                                                                     | Punch-Out!!                                                            |
| Wii Fit              | Palestra Wii Fit                                                            | Wii Fit U                                                              |
| Xenoblade Chronicles | Piana di Gaur                                                               | Xenoblade Chronicles                                                   |
| Duck Hunt            | Duck Hunt                                                                   | Duck Hunt                                                              |
| Splatoon             | Torri cittadine                                                             | Splatoon                                                               |
| Metal Gear           | L'isola di Shadow Moses                                                     | Metal Gear Solid                                                       |
| Sonic the Hedgehog   | Zona Green Hill                                                             | Sonic the Hedgehog                                                     |
| Sonic the Hedgehog   | Zona Windy Hill                                                             | Sonic Lost World                                                       |
| Mega Man             | Castello del Dr. Wily                                                       | Mega Man 2                                                             |
| PAC-MAN              | PAC-LAND                                                                    | Pac-Land                                                               |
| Street Fighter       | Suzaku Castle                                                               | Street Fighter II: The World Warrior                                   |
| Final Fantasy        | Midgar                                                                      | Final Fantasy VII                                                      |
| Bayonetta            | Torre dell'orologio di Umbra                                                | Bayonetta 2                                                            |
| Castlevania          | Castello di Dracula                                                         | Castlevania                                                            |
| Electroplankton      | Hanenbow                                                                    | Electroplankton                                                        |
| Nintendo DS          | PictoChat 2                                                                 | Nintendo DS                                                            |
| Ballon Fight         | Ballon Fight                                                                | Ballon Fight                                                           |
| Nintendogs           | Salotto                                                                     | Nintendogs                                                             |
| StreetPass Mii Plaza | Libera Mii                                                                  | Nintendo 3DS                                                           |
| Tomodachi Life       | Tomodachi Life                                                              | Tomodachi Life                                                         |
| Wrecking Crew        | Wrecking Crew                                                               | Wrecking Crew                                                          |
| Pilotwings           | Pilotwings                                                                  | Pilotwings Resort                                                      |
| Wii Sport            | Arcipelago Wuhu                                                             | Wii Sports Resort                                                      |

### Scenari DLC
| Universo             | Scenari                    | Origine                                 |
| -------------------- | -------------------------- | --------------------------------------- |
| Persona              | Mementos                   | Persona 5                               |
| Dragon Quest         | Altare di Yggdrasil        | Dragon Quest XI: Echi di un'era perduta |
| Banjo-Kazooie        | Monte Spirale              | Banjo-Kazooie                           |
| Fatal Fury           | Stadio di King of Fighters | Fatal Fury: King of Fighters            |
| Fire Emblem          | Monastero del Garreg Mach  | Fire Emblem: Three Houses               |
| ARMS                 | Stadio Boing               | ARMS                                    |
| Minecraft            | Mondo di Minecraft         | Minecraft                               |
| Final Fantasy        | Caverna a Nord             | Final Fantasy VII                       |
| Xenoblade Chronicles | Mare di nuvole di Alrest   | Xenoblade Chronicles 2                  |
| Tekken               | Dojo Mishima               | Tekken 7                                |
| Kingdom Hearts       | La fortezza oscura         | Kingdom Hearts                          |

## Doppiaggio
| Personaggio                   | Doppiatore        | Doppiatore        |
| Personaggio                   | Giapponese        | Italiano          |
| Commentatore                  | Xander Mobus      | Luigi Fantino     |
| Lucario                       | Daisuke Namikawa  | Luigi Fantino     |
| Rosso (Allenatore di Pokémon) | Tomoe Hanba       | Tania De Domenico |
| Leaf (Allenatrice di Pokémon) | Wakana Kingyo     | Giada Bonanomi    |
| Trainer di Wii Fit            | Hitomi Hirose     | Lara Parmiani     |
| Trainer di Wii Fit            | Tomoyuki Higuchi  | Giovanni Noto     |
| Sonic the Hedgehog            | Jun'ichi Kanemaru | Renato Novara     |
| Shadow the Hedgehog           | Kōji Yusa         | Riccardo Lombardo |
| Knuckles the Echidna          | Nobutoshi Canna   | Maurizio Merluzzo |

## Modalità di gioco

Immagine di gioco: Inkling, controllata dal giocatore, combatte contro Pichu. In basso è possibile vedere i danni subiti e il numero di vite rimanenti.

- Mischia: la modalità principale del gioco in cui si scontra con gli avversari. Si può giocare in singolo o in gruppo fino a 8 giocatori e sfidarsi a squadre (Rosso, Blu, Verde e Giallo). Mischia sussiste in 2 modalità:
- Modalità a Tempo: ogni giocatore entro un limite di tempo dovrà eliminare più avversari possibile ottenendo un punto per ogni eliminazione inflitta e perdendone uno per quelle subite.
- Modalità a Vite: i lottatori avranno delle vite a disposizione per battersi all'esaurimento delle quali non possono più tornare sullo scenario.
- Classica: la modalità classica della serie composta di livelli che cambiano in base al personaggio scelto, compreso il boss finale, che può essere Master Hand, Crazy Hand (da soli o assieme), Mark, Giga Bowser, Ganon, Dracula, Rathalos o Kometrider.
- Mischia speciale: modalità in cui il giocatore può personalizzare i propri incontri attraverso l'uso di modificatori.
- Mischia totale: due giocatori possono scontrarsi in una serie di incontri al termine di ognuno dei quali i personaggi utilizzati in precedenza non saranno disponibili, il che permette di sperimentare le proprie abilità con gli altri combattenti del gioco.[7]
- Spiriti: in questa macrosezione del menu di gioco si può trovare la Collezione, in cui si possono potenziare gli spiriti (alcuni spiriti si evolvono al livello 99), congedarli per ottenere basi e evocarne altri attraverso l'utilizzo delle suddette basi oppure usando spiriti in possesso. Si possono trovare anche il Tabellone, nel quale si possono ottenere vari spiriti e in cui ogni tanto appaiono vari eventi in cui certi spiriti appariranno più facilmente; e la Modalità Avventura: La stella della speranza. Gli Spiriti sono dei nuovi tipi di collezionabili al posto dei trofei che hanno molti utilizzi tra cui
  1. Potenziare i personaggi.
  2. Raccogliere Oggetti e potenziamenti (es. mandandoli in missione da Toadette).
  3. Imparare nuove abilità da uno spirito maestro (ad esempio Kraid).
- Mischia multipla: il giocatore deve sopravvivere a un'orda di lottatori che dovrà lanciare fuori dal campo con una sola vita a disposizione. A differenza dei giochi precedenti, sarà possibile scegliere il campo in cui lottare e la musica di sottofondo. In questa modalità sono presenti la Modalità All-Star (in cui il giocatore dovrà sconfiggere i vari personaggi del roster), la Mischia contro 100 (in cui si deve sopravvivere contro un'orda di 100 guerrieri mii) e Mischia Spietata (in cui i guerrieri da battere sono infiniti e senza pietà, come dice il nome).[8][9]
- Allenamento: modalità di pratica in cui il giocatore potrà perfezionare le proprie tecniche e le proprie combo in uno scenario esclusivo in cui verrà misurata la distanza del lancio dell'avversario.[8]
- Smash di gruppo: modalità in cui il giocatore, formando una squadra a 3 o a 5 personaggi, dovrà battere uno ad uno i lottatori di una squadra avversaria in una serie di incontri.
- Torneo: fino a 32 giocatori sarà possibile giocare in dei veri e propri campionati a gruppi e scegliere il numero delle CPU da affrontare.
- Online: per utilizzare questa funzione del gioco è necessario comprare il servizio Online a pagamento di Nintendo Switch. Quando il giocatore entra per la prima volta nell'Online, il gioco gli chiederà di creare una Scheda Smash; le Schede Smash sono schede identificative che ogni giocatore possiede e quando un giocatore sconfigge un altro giocatore online, quelli otterrà la Scheda Smash dell'altro e tutte quelle che l'avversario aveva ottenuto. Dopo aver creato la propria scheda, il giocatore potrà decidere se assistere agli incontri di altri giocatori o di partecipare ad essi. Scegliendo l'ultima opzione potrà nuovamente scegliere fra tre altre opzioni 1. Cercare delle partite rapide creando regole personalizzate 2. Cercare partite in background, ossia poter giocare al resto del gioco mentre esso trova una partita 3. Cercare o creare stanze smash Un giocatore otterrà un Rango Smash Globale (RSG o GSR) in base a quanto partecipa e vince a partite online. Se si raggiunge un determinato RSG potrà accedere all'Elite Smash, dove si raggruppa la community competitiva (l'RSG necessario può variare).  All'Online si può giocare anche in mulyiplayer sulla stessa console o su due console diverse.
- Editor scenari: modalità aggiunta con l'aggiornamento alla patch 3.0.0 rilasciata il 17 aprile 2019, era già presente nei capitoli precedenti. Permette di creare scenari personali, disegnandoli grazie al touch screen della console portatile. Vi è anche la possibilità di poterli postare in tutto il mondo grazie alla modalità online.
- La sfida di Sephiroth: modalità temporanea aggiunta con l’aggiornamento alla patch 10.0.0 rilasciata il 18 dicembre 2020. La modalità è disponibile solo per i possessori del Set Sfidante Sephiroth o del Fighter Pass Vol.2 per un periodo limitato dal 18 al 23 dicembre 2020. Nella modalità si potrà affrontare Sephiroth in anteprima e sconfiggendolo lo si sbloccherà insieme al suo scenario.

## Modalità Storia: La Stella della speranza
La nuova modalità avventura del gioco è molto diversa dall'Emissario del Subspazio di Super Smash Bros. Brawl ed è collegata fortemente alla modalità Spiriti.
Tutti gli eroi e i cattivi di Smash si sono uniti per fronteggiare un misterioso nemico chiamato Kiaran, il signore della luce, che li sconfigge facilmente e li cattura per farli diventare parte del suo esercito. Tutti tranne Kirby, che grazie alla sua stella Warp riesce a salvarsi e dovrà iniziare un viaggio in un gigantesco Labirinto creato da Kiaran per riuscire a salvare tutti gli eroi e l'intero universo. Salvati tutti i suoi amici, Kirby e gli altri si dirigono a combattere Kiaran, ma dal nulla spunta Teneber, il signore del buio.
I due signori iniziano una lotta l'uno contro l'altro, e qui, a seconda delle scelte del giocatore, si possono ottenere i vari finali.
| Finali                                                     | Boss             | Descrizione |
| ---------------------------------------------------------- | ---------------- | --- |
| Trionfo della luce (Vittoria della Luce: Finale cattivo 1) | Teneber          | Si ottiene sconfiggendo solo Teneber. Gli eroi sconfiggono il buio ma Kiaran diventa più forte e distrugge l'universo con una supernova.                                                |
| Oscurità totale (Vittoria dell'oscurità: Finale cattivo 2) | Kiaran           | Si ottiene sconfiggendo solo Kiaran. Gli eroi sconfiggono la luce ma Teneber diventa più forte e conquista l'universo portandolo nell'oscurità più totale.                              |
| Ritorno alla normalità (Vittoria degli eroi: Vero Finale)  | Kiaran e Teneber | Si ottiene sconfiggendo sia Kiaran che Teneber. Gli eroi sconfiggono sia la luce che il buio e subito dopo si vedono tutti gli spiriti liberati che ritornano al loro mondo originario. |